# Бакиркейспор
Бакиркейспор (тур. Bakırköyspor) — турецький футбольний клуб з стамбульського району Бакиркей, в даний час виступає на аматорському рівні, у Стамбульській аматорській суперлізі. Домашні матчі команда проводить на стадіоні Шенліккей, що вміщає близько 8 000 глядачів.

## Історія
Історія «Бакиркейспора» бере свій початок в 1949 році, в сезоні 1985/86 команда дебютувала у другому дивізіоні, посівши в підсумку 10 місце в Групі С. В наступні сезони «Бакиркейспор» фінішував на 2-3-х позиціях в групах, в яких виступав.
За підсумками ж чемпіонату 1989/90 «Бакиркейспор» виграв свою групу А, здобувши в 34 матчах на 6 перемог більше, ніж «Еюпспор», який фінішував другим, і вийшов у Першу лігу, вищий дивізіон країни.
В еліті турецького футболу «Бакиркейспор» провів 3 сезони: з 1990 по 1993 рік. Кращим результатом для нього стало 6-е місце у дебютному чемпіонаті 1990/91. У наступному році він зайняв 11-у позицію, а за підсумками чемпіонату 1992/93 «Бакиркейспор» був змушений залишити Першу лігу. Надалі «Бакиркейспор» грав у Другій лізі до її реорганізації у 2001 році. Потім до 2007 року він виступав у Третій лізі, після чого опустився в аматорську лігу.